# Cookeville (Tennessee)
Cookeville es una ciudad ubicada en el condado de Putnam en el estado estadounidense de Tennessee. En el Censo de 2010 tenía una población de 30.435 habitantes y una densidad poblacional de 357,66 personas por km².

## Geografía
Cookeville se encuentra ubicada en las coordenadas 36°8′52″N 85°30′19″O / 36.14778, -85.50528. Según la Oficina del Censo de los Estados Unidos, Cookeville tiene una superficie total de 85.09 km², de la cual 84.64 km² corresponden a tierra firme y (0.54%) 0.46 km² es agua.

## Demografía
Según el censo de 2010, había 30.435 personas residiendo en Cookeville. La densidad de población era de 357,66 hab./km². De los 30.435 habitantes, Cookeville estaba compuesto por el 0.09% blancos, el 0% eran afroamericanos, el 0.56% eran amerindios, el 2.04% eran asiáticos, el 0.07% eran isleños del Pacífico, el 0% eran de otras razas y el 2.06% pertenecían a dos o más razas. Del total de la población el 0.01% eran hispanos o latinos de cualquier raza.